# Epitetracnemus japonicus
Epitetracnemus japonicus är en stekelart som först beskrevs av Ishii 1923.  Epitetracnemus japonicus ingår i släktet Epitetracnemus och familjen sköldlussteklar. Inga underarter finns listade i Catalogue of Life.